# Tres Naciones de Rugby League 2004
El Tres Naciones de Rugby League 2004 fue la segunda edición del Tres Naciones de Rugby League.

## Equipos
- Australia
- Gran Bretaña
- Nueva Zelanda

## Fase de grupos
| Equipo        | Encuentros | Encuentros | Encuentros | Encuentros | Tantos  | Tantos    | Tantos     | Puntos |
| Equipo        | jugados    | ganados    | empatados  | perdidos   | a favor | en contra | diferencia | Puntos |
| ------------- | ---------- | ---------- | ---------- | ---------- | ------- | --------- | ---------- | ------ |
| Gran Bretaña  | 4          | 3          | 0          | 1          | 80      | 60        | +20        | 6      |
| Australia     | 4          | 2          | 1          | 1          | 72      | 60        | +12        | 5      |
| Nueva Zelanda | 4          | 0          | 1          | 3          | 64      | 95        | −32        | 1      |

Nota: Se otorgan 2 puntos al equipo que gane un partido, 1 al que empate y 0 al que pierda.
|  | Clasifican a la final |

## Final
| 27 de noviembre | Gran Bretaña | 4 - 44 | Australia | Elland Road, Leeds              |  |
|                 |              |        |           | Asistencia: 39.120 espectadores |  |

| Bandera de Australia |
| Campeón Australia    |
| Segundo título       |